# Clan Kacsics
 (juillet 2024).
Kacsics (ou Kácsik, en hongrois : Kacsics nemzetség) est le nom d'un ancien clan magyar. 

## Histoire
Son fief historique est Szécsény, dans le comté de Nógrád. Le clan Kacsics est, entre autres, à l'origine de la famille Szécsényi.
Coloman de Hongrie nomme un certain Szalóc (Slauiz, Slawiz), du clan Kacsics, ispán du comitat de Nógrád. Au XIIIe siècle, les trois principaux propriétaires du comté étaient les clans Záh, Szolnok et Kacsics.
En 1213, le bán Simon (en) de genere Kacsics fait partie de la conspiration menée par l'ispán Peter, fils de Töre (en), conduisant à l'assassinat de la reine Gertrude de Hongrie. Le frère cadet de Simon, Mihály (en) alors ban de Slavonie, a probablement été impliqué dans la préparation de l'assassinat. En raison de la grave situation politique intérieure et extérieure, le roi André II ne riposta pas directement contre les frères Kacsis. Seul Pierre, fils de Töre, fut exécuté par empalement. La confiscation des terres du clan Kacsis en 1228 pourrait être un signe de représailles ultérieures.
Après la mort de Mihály, le clan se divise en quatre branches: celle du bán Simon, Falkos, Illés et Leust.

## Personnalités
- bán Simon (en) († vers 1228), voïvode de Transylvanie en 1205. Fils d'István.
- voïvode Mihály (en) († vers 1212), voïvode de Transylvanie de 1209 à 1212. Frère du précédent.
- Farkas de genere Kacsics, Grand échanson, fils de Falkos et père de Thomas Szécsényi.
- Simon de genere Kacsics, ispán de krassó et Somlyó (1319–), comte des Sicules (1321–1327).
- Péter (branche Illés), ispán de Nógrád (1246–1271).

### Sources
- Éva Mezősiné Kozák: A várépítő Kacsics nemzetség in Hollókő, Budapest, 2001.  (ISBN 963-9287-50-4)
- Samu Borovszky: Magyarország vármegyéi és városai, 1896 (, lire en ligne).